# Emilio Martínez
Emilio Damián Martínez Martínez (né le 10 avril 1981 à Concepción au Paraguay) est un joueur de football international paraguayen, qui évolue au poste de défenseur.

## Biographie

### Carrière en sélection
Avec l'équipe du Paraguay, il joue 5 matchs (pour aucun but inscrit) entre 2003 et 2004. 
Il figure dans le groupe des sélectionnés lors de la Copa América de 2004, où son équipe atteint les quarts de finale.
Il participe également aux Jeux olympiques de 2004, où il remporte la médaille d'argent.
Il dispute enfin deux Coupes du monde des moins de 20 ans : en 1999 et 2001.

## Palmarès
| \| Cerro Porteño - Championnat du Paraguay (1) : - Champion : 2001. \| \| Club Libertad - Championnat du Paraguay (2) : - Champion : 2002 et 2003. \| |  | Paraguay olympique - Jeux olympiques : - Argent : 2004.                  |
| Cerro Porteño - Championnat du Paraguay (1) : - Champion : 2001.                                                                                      |  | Club Libertad - Championnat du Paraguay (2) : - Champion : 2002 et 2003. |